# Самиянка
«Самиянка» (др.-греч. Σαμία) — комедия древнегреческого драматурга Менандра (IV—III века до н. э.), текст которой сохранился частично.

## История текста
О времени создания и постановки пьесы ничего не известно. Антиковеды выдвигают разного рода гипотезы о датах, ни с одной из которых не может согласиться большинство. Одни относят «Самиянку» к раннему периоду творчества Менандра, другие считают, исходя из глубокого психологизма некоторых персонажей, что это одна из поздних пьес.
Часть текста «Самиянки» сохранилась благодаря «Каирскому папирусу». Это сборник пьес Менандра, относящийся к V веку и содержащий строки с 216 по 416 и с 547 по 686. Позже были найдены «Папирусы Бодмера» (конец III — начало IV века), в которых сильно испорчены первые четыре листа. Из-за этого есть заметные лакуны в первых двух действиях. В целом из примерно 900 стихов сохранились 737 (первые два действия частично, с третьего по пятое — полностью).

## Сюжет
Согласно предыстории, изложенной в прологе, афиняне Демея и Никерат отправляются по торговым делам в Причерноморье. В их отсутствие приёмный сын Демеи Мосхион насилует дочь Никерата Планго, и та рожает сына. Конкубина Демеи Хрисида (гетера с Самоса, то есть самиянка) тоже рожает, но её ребёнок вскоре умирает; поэтому Хрисида берёт сына Планго до тех пор, пока Демея с Никератом не вернутся и пока дело не получится уладить браком. Мосхион клянётся, что женится на Планго, но боится гнева отца.
Когда Демея и Никерат возвращаются домой, выясняется, что они уже решили поженить детей. Мосхион не решается рассказать отцу всю правду. Хрисида вынуждена сказать Демее, что ребёнок — его сын, тот требует избавиться от ребёнка, как принято было поступать с детьми гетер, Мосхион старается разубедить отца (неясно, насколько успешно). Накануне свадьбы Демея понимает из причитаний старой рабыни, что отец ребёнка — Мосхион; отсюда он делает вывод, что его сын вступил в связь с Хрисидой. Именно гетеру Демея считает виновницей всему, а потому выгоняет её из дома вместе с ребёнком под надуманным предлогом. Никерат даёт Хрисиде приют, предполагая, что его сосед сошёл с ума.
Мосхион требует от отца вернуть гетеру. Демея, призвав в свидетели Никерата, обвиняет сына в неслыханной наглости и заявляет, что знает, кто отец ребёнка. Позже Мосхион, воспользовавшись уходом соседа, наконец, рассказывает отцу всю правду. Никерат же видит, что Планго кормит ребёнка грудью, и понимает, что это его внук. Демея убеждает его в том, что Планго забеременела от какого-то бога и что Мосхион в любом случае на ней женится. Жених за несколько минут до свадьбы делает вид, будто так обижен на отца из-за его беспочвенных подозрений, что готов спешно уехать из Афин, но в последний момент Демея обо всём догадывается. Происходит примирение, а затем — свадьба.

## Оценки
Исследователи видят в «Самиянке» полемику Менандра с Еврипидом (неясно, насколько осознанной она была). Основной конфликт, когда герой подозревает, что его сын и жена или возлюбленная вступили в связь, здесь тот же, что и в трагедиях Еврипида «Ипполит» и «Феникс», но разрешается он совсем иначе.